# بلنچارد، آیداهو
بلنچارد (به انگلیسی: Blanchard) یک منطقهٔ مسکونی در ایالات متحده آمریکا است که در شهرستان بونر، آیداهو واقع شده‌است. بلنچارد ۲۶۱ نفر جمعیت دارد و ۶۹۷٫۰۹ متر بالاتر از سطح دریا واقع شده‌است.